# Zoodes compressus
Zoodes compressus är en skalbaggsart som först beskrevs av Fabricius 1787.  Zoodes compressus ingår i släktet Zoodes och familjen långhorningar.
Artens utbredningsområde är Iran. Inga underarter finns listade i Catalogue of Life.